# Боло (Хойчжоу)
Боло́ (кит. упр. 博罗, пиньинь Bóluó) — уезд городского округа Хойчжоу провинции Гуандун (КНР).

## История
Во времена империи Цинь в 214 году до н. э. был создан уезд Фуло (傅罗县). Во времена империи Цзинь он был в 280 году переименован в Боло.
После вхождения этих мест в состав КНР в 1950 году был образован Специальный район Дунцзян (东江专区), и уезд вошёл в его состав. В 1952 году Специальный район Дунцзян был расформирован, и уезд перешёл в состав Административного района Юэчжун (粤中行政区). В конце 1955 года было принято решение о расформировании Административных районов, и с 1956 года уезд перешёл в состав нового Специального района Хойян (惠阳专区). В марте 1959 года Специальный район Хойян был расформирован, и уезд перешёл в состав Специального района Фошань (佛山专区).
В июне 1963 года Специальный район Хойян был воссоздан, и уезд вернулся в его состав. В октябре 1970 года Специальный район Хойян был переименован в Округ Хойян (惠阳地区). 
Постановлением Госсовета КНР от 1 января 1988 года был расформирован округ Хойян (惠阳地区), а вместо него было образовано несколько городских округов, одним из которых стал городской округ Хойчжоу.

## Административное деление
Уезд делится на 16 посёлков.

## Экономика
В Боло расположен аккумуляторный завод EVE Energy.